# Inspirations
Inspirations - en español: Inspiraciones - es un EP recopilatorio de la banda británica The Beatles, lanzado el 12 de marzo de 2021 por Apple Records Todas las canciones se grabaron entre 1962 y 1964 y fueron lanzadas en distintos álbumes de la época, salvo Soldier of Love, que salió en Live at the BBC en 1994. 
El EP es parte de una serie de otros lanzamientos de corta duración con canciones de The Beatles, que abarcan una temática específica. Inspirations contiene 6 temas que la banda versionó en sus primeros años de sus artistas de inspiración (de ahí el nombre del EP).

## Contenido

### Canciones
Long Tall Sally fue lanzada en el EP homónimo de 1964 y fue compuesta por Enotris Johnson, Robert Blackwell, Richard Penniman e interpretada por Little Richard, que la lanzó en su disco debut de 1956. Paul McCartney siempre manifestó que Richard era su mayor influencia.
Boys fue lanzada en el álbum debut de la banda, Please Please Me, siendo original del grupo femenino The Shirelles; la canción fue interpretada por Ringo Starr, siendo un tema recurrente durante sus primeras giras.
Soldier of Love fue un tema de Arthur Alexander, lanzado en 1962; la canción fue grabada por el grupo durante el programa radial Pop Go The Beatles, grabado el 16 de julio de 1964 para la BBC, pero sólo fue lanzado hasta 1994.
Slow Down es un tema original de Larry Williams, lanzado en 1958 y versionado por la banda durante sus primeras presentaciones entre 1960 y 1962, grabado en estudio durante las sesiones de A Hard Day's Nigth, y lanzado en los EPs Matchbox y Something New. El tema volvió a ser lanzado en el recopilatorio Past Masters Vol. 1 en 1988.
Rock n' Roll Music es un tema lanzado por Chuck Berry en 1957 y luego lanzado en el álbum recopilatorio One Dozen Berrys del mismo año. El tema fue versionado por varios artistas, incluso por los Beatles, que lo lanzaron como parte del álbum Beatles for Sale de 1964. Berry fue citado por John Lennon como una inspiración importante, llegando incluso a cantar con el personalmente años después.

### Portada
La foto de cubierta muestra varios sencillos en vinilos apilados uno sobre otros sobre un fondo blanco en la parte superior, mientras que en la parte inferior aparece el logo del grupo y el nombre del EP.